# I partiti politici in Italia dal 1848 al 1924
I partiti politici nella storia d'Italia è una delle opere più famose di Carlo Morandi, considerato un classico della storiografia italiana.
Il volume fu pubblicato nel luglio del 1945, a pochi mesi dalla Liberazione, offrendo per la prima volta un quadro panoramico convincente della formazione e della trasformazione dei partiti lungo il corso della storia d'Italia.

## Edizioni
- Carlo Morandi, I partiti politici in Italia dal 1848 al 1924, collana Quaderni di Storia, Le Monnier, 1997,  p. 166, ISBN 88-00-85712-4.